# Хассебрёк, Йоханнес
Йоханнес Хассебрёк (нем. Johannes Hassebroek; 11 июля 1910, Галле, Германская империя — 17 апреля 1977, Вестерштеде, ФРГ) — штурмбаннфюрер СС, комендант концлагеря Гросс-Розен.

## Биография
Йоханнес Хассебрёк был третьим ребёнком в лютеранской семье тюремного служащего. После получения среднего образования и окончания школы в 1926 году начал учиться торговому делу на машинной фабрике. По окончании обучения работал торговым представителем. В 1931 году был уволен и в течение дальнейших трёх лет был безработным. Впоследствии перебивался случайными заработками, пока не занял административный пост в финансовом управлении в Мерзебурге. В 1937 году женился, в браке родилось трое детей.
В 1923 году присоединился к «Бисмаркюгенду» — молодёжной организации «Стального шлема». 1 ноября 1929 года покинул организацию и присоединился к штурмовым отрядам (СА). 1 июня 1930 года вступил в НСДАП (билет № 256627). Физические столкновения с коммунистами, которые привели к тому, что он получил травму головы, его временная безработица в сочетании с неприязнью к Веймарской системе, вероятно, подтолкнули его к этому шагу.
В 1934 году поступил на службу в управление СД (17-й и 18-й абшнит) в Галле. В том же году был зачислен в ряды СС (№ 107426). Хассебрёк проходил двухнедельную подготовку в войсках СС особого назначения, а с ноября 1934 года проходил основную военную подготовку в лейбташтандарте СС «Адольф Гитлер». В апреле 1935 года начал обучение в юнкерской школе СС в Брауншвейге. В конце января 1936 года закончил обучение и получил звание функционера СС.
В апреле 1936 года, пройдя учебный курс в Дахау под руководством Теодора Эйке, присоединился к отрядам СС «Мёртвая голова» в Восточной Фризии близ концлагеря Эстервеген. Там он служил в охране лагеря и был командиром взвода, а с июля 1937 года был адъютантом командира отрядов «Мёртвая голова» в Восточной Фризии Отто Райха. После закрытия лагеря Эстервеген он был переведён в подразделение СС «Мёртвая голова» в Ораниенбурге близ концлагеря Заксенхаузен.
После начала Второй мировой войны он в качестве командира роты 2-го штандарта СС «Мёртвая голова» в Бранденбурге участвовал в Польской и Французской кампании. С января 1942 года воевал на Восточном фронте.
В июне 1942 года под Демянском получил огнестрельное ранение в голень. После лечения в лазарете был переведён в управленческую группу «D» Главного административно-хозяйственного управления СС. Хассебрёк был признан непригодным для дальнейшей военной службы и поэтому с середины ноября 1942 года возглавлял сублагерь Хайнкель-Верке, принадлежащий концлагерю Заксенхаузен. В октябре 1943 года сменил Вильгельма Гидеона на должности коменданта концлагеря Гросс-Розен. В конце января 1944 года дослужился до звания штурмбаннфюрера СС. С конца 1943 года лагерь стал расширяться, были построены сублагеря, а количество заключённых к началу 1945 года увеличилось в четыре раза. Во время руководства Хассебрёка в лагере умерло от 30 000 до 35 000 человек. После войны немецкие заключённые свидетельствовали об улучшении своего положения при Хассебрёке, однако положение советских, польских и еврейских заключённых значительно ухудшилось. После роспуска Гросс-Розена в феврале 1945 года Хассеброек вместе с персоналом комендатуры был переведён в один из сублагерей в Судетской области.

### После войны
В августе 1945 года был арестован. В августе 1948 года против него в Гамбурге начался судебный процесс, который провёл британский военный трибунал. 22 октября 1948 года был приговорён к смертной казни за убийство британского офицера в концлагере Гросс-Розен, однако смертный приговор не был приведён в исполнение. 14 сентября 1954 года Хассебрёк был освобождён из тюрьмы в Верле. После освобождения вернулся в Брауншвейг, где жила его семья и нашёл работу в торговой сфере. В мае 1967 года ему пришлось предстать перед земельным судом Брауншвейга по обвинению в убийстве 12 заключённых в концлагере Гросс-Розен. Но суд посчитал это «убийством по неосторожности» и за сроком давности этого преступления 12 июня 1970 года оправдал Хассебрёка. Приговор был подтверждён Федеральным верховным судом ФРГ. В марте 1975 года дал интервью израильскому журналисту Тому Сегеву. Умер в апреле 1977 года в Вестерштеде.